# Russell Tovey
Russell George Tovey (Essex, 14 de novembro de 1981) é um ator britânico, com inúmeros créditos em cinema, televisão e teatro. Tovey é mais conhecido por interpretar o lobisomem George Sands no drama sobrenatural Being Human, da BBC.

## Escritor
Tovey é também autor, dramaturgo e roteirista. Ele escreveu três peças (todas não performadas, partir de agosto de 2010) e um dos seus contos foi publicado na revista feminina Company. Também escreveu um curta-metragem, Victor, e em agosto de 2010 foi em busca de financiamento para a produção.

## Vida pessoal
Durante seus anos de adolescência, a homossexualidade de Tovey causou atrito dentro de sua família. Tovey assumiu para si mesmo a sua homossexualidade quando tinha 15 ou 16 anos e informou seus pais da mesma aos 18 anos. Tovey e seu pai, posteriormente, tiveram uma discussão, com seu pai sugerindo que, se ele soubesse antes, ele teria perguntado Tovey se queria tomar hormônios ou sofrer algum outro tratamento médico para "corrigir o problema". Tovey disse que seus pais se preocupavam profundamente com a possibilidade de ele poder vir contrair o HIV, o que pode ter contribuído para a discussão. O nascimento do sobrinho de Tovey, em outubro de 2004, ajudou a consertar seu relacionamento. Em entrevista ao The Scotsman, Tovey disse: "A única coisa que posso dar aos jovens homossexuais é que quando eu estava crescendo não havia modelos que eram notáveis, que eram homens. Todo mundo era extravagante e caricato, e eu me lembro de dizer "isso não sou eu". É por isso mesmo que eu acho que sou gay, eu não acho que vou me encaixar neste mundo'.